# Jüdischer Friedhof (Gargždai)
Koordinaten: 55° 42′ 25,3″ N, 21° 24′ 7,7″ O

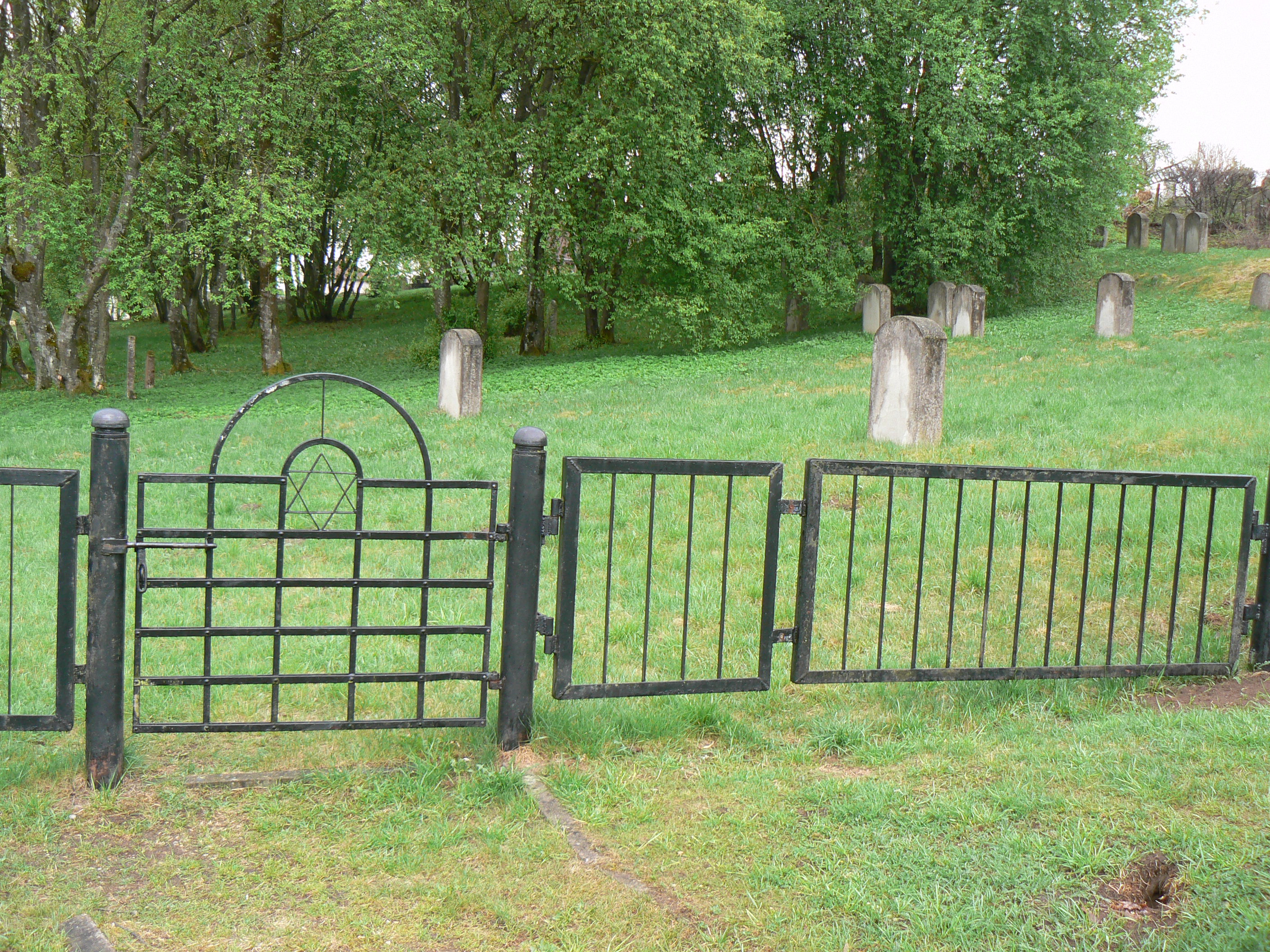
Jüdischer Friedhof Gargždai (2013)

Der jüdische Friedhof Gargždai liegt in Gargždai (deutsch: Garsden), einer Stadt in der Rajongemeinde Klaipėda in unmittelbarer Nachbarschaft der Großstadt Klaipėda im Westen Litauens.
Der jüdische Friedhof befindet sich in der Stadt unweit der östlich fließenden Minija.